# راضية بوعبان
راضية بوعبان مذيعة بإذاعة الشباب التونسية، توفيت صباح يوم الخميس 9 أكتوبر 2014 بعد صراع مع المرض.